# Mittlerer Schwarzwald zwischen Gengenbach und Wolfach
Das FFH-Gebiet Mittlerer Schwarzwald zwischen Gengenbach und Wolfach in Baden-Württemberg wurde 2005 durch das Regierungspräsidium Freiburg angemeldet. Mit Verordnung des Regierungspräsidiums Freiburg zur Festlegung der Gebiete von gemeinschaftlicher Bedeutung vom 25. Oktober 2018 (in Kraft getreten am 11. Januar 2019) wurde das Schutzgebiet ausgewiesen. 

## Lage
Das 252,5 Hektar große Schutzgebiet Mittlerer Schwarzwald zwischen Gengenbach und Wolfach liegt im Naturraum Mittlerer Schwarzwald. Es liegt im Ortenaukreis mit den Gemeinden Gengenbach, Nordrach, Oberharmersbach, Oberwolfach und Zell am Harmersbach.

## Schutzzweck

### Lebensraumtypen
Folgende Lebensraumtypen nach Anhang I der FFH-Richtlinie kommen im Gebiet vor:
| EU Code | * | Lebensraumtyp (offizielle Bezeichnung)                                                                          | Kurzbezeichnung                              |
| ------- | - | --- | -------------------------------------------- |
| 3260    |   | Flüsse der planaren bis montanen Stufe mit Vegetation des Ranunculion fluitantis und des Callitricho-Batrachion | Fließgewässer mit flutender Wasservegetation |
| 6430    |   | Feuchte Hochstaudenfluren der planaren und montanen bis alpinen Stufe                                           | Feuchte Hochstaudenfluren                    |
| 6510    |   | Magere Flachland-Mähwiesen (Alopecurus pratensis, Sanguisorba officinalis)                                      | Magere Flachland-Mähwiesen                   |
| 6520    |   | Berg-Mähwiesen                                                                                                  | Berg-Mähwiesen                               |
| 8220    |   | Silikatfelsen mit Felsspaltenvegetation                                                                         | Silikatfelsen mit Felsspaltenvegetation      |
| 91E0    | * | Auen-Wälder mit Alnus glutinosa und Fraxinus excelsior (Alno-Padion, Alnion incanae, Salicion albae)            | Auenwälder mit Erle, Esche, Weide            |

### Arteninventar
Folgende Arten von gemeinschaftlichem Interesse kommen im Gebiet vor:
| Bild                                | EU Code | * | Art                                 | wissenschaftlicher Name     | Artengruppe    |
| ----------------------------------- | ------- | - | ----------------------------------- | --------------------------- | -------------- |
| Helm-Azurjungfer                    | 1044    |   | Helm-Azurjungfer                    | Coenagrion mercuriale       | Libellen       |
| Dunkler Wiesenknopf-Ameisenbläuling | 1061    |   | Dunkler Wiesenknopf-Ameisenbläuling | Maculinea nausithous        | Schmetterlinge |
| Spanische Flagge                    | 1078    | * | Spanische Flagge                    | Callimorpha quadripunctaria | Schmetterlinge |
| Steinkrebs                          | 1093    | * | Steinkrebs                          | Austropotamobius torrentium | Krebse         |
| Gelbbauchunke                       | 1193    |   | Gelbbauchunke                       | Bombina variegata           | Amphibien      |
| Großes Mausohr                      | 1324    |   | Großes Mausohr                      | Myotis myotis               | Säugetiere     |